# Асси-сюр-Сер
Асси́-сюр-Сер (фр. Assis-sur-Serre) — коммуна во Франции, находится в регионе Пикардия. Департамент коммуны — Эна. Входит в состав кантона Марль. Округ коммуны — Лан.
Код INSEE коммуны — 02027.

## Население
Население коммуны на 2010 год составляло 275 человек.
| 1962 | 1968 | 1975 | 1982 | 1990 | 1999 | 2010 |
| ---- | ---- | ---- | ---- | ---- | ---- | ---- |
| 317  | 308  | 291  | 244  | 257  | 266  | 275  |

## Экономика
В 2010 году среди 176 человек трудоспособного возраста (15—64 лет) 119 были экономически активными, 57 — неактивными (показатель активности — 67,6 %, в 1999 году было 71,0 %). Из 119 активных жителей работали 99 человек (64 мужчины и 35 женщин), безработных было 20 (8 мужчин и 12 женщин). Среди 57 неактивных 17 человек были учениками или студентами, 21 — пенсионерами, 19 были неактивными по другим причинам.